# Castronovo di Sicilia
Castronovo di Sicilia település Olaszországban, Szicília régióban, Palermo megyében. Lakosainak száma 2821 fő (2023. január 1.). Castronovo di Sicilia Alia, Bivona, Cammarata, Lercara Friddi, Prizzi, Roccapalumba, Santo Stefano Quisquina, Vallelunga Pratameno, Palazzo Adriano, Sclafani Bagni és Valledolmo községekkel határos.

## Népesség
A település lakossága az elmúlt években az alábbi módon változott:
| Lakosok száma | 3053 | 3019 | 2821 |
|               | 2017 | 2018 | 2023 |